# Амра Силайджіч
Амра Силайджіч-Джеко (босн. Amra Silajdžić-Džeko; нар.. 1 жовтня 1984, Сараєво) — боснійська фотомодель і акторка.

## Кар'єра
У 2000 році, у віці 16 років, Амра Силайджіч виграла французький конкурс «Metropolitan Top Model». Її примітили модельні скаути, і незабаром Амра стала членом модельного агентства «Elite Model» в Парижі. Силайджіч знялася для реклами «Anchor Blue», компанії з виробництва одягу, а також була обличчям «Robin Jeans». З 2010 року вона з'являлася в епізодичних ролях у декількох американських телесеріалах і фільмах.
Амра Силайджіч знялася в музичних кліпах таких виконавців, як Енріке Іглесіас, Chromeo, The Cataracs, Тайо Круз і Блейк Шелтон.
Амра Силайджіч зіграла головну роль в американському фільмі Готичний убивця, прем'єра якого відбулася в жовтні 2011 року на міжнародному кінофестивалі в Люцерні (Швейцарія).

## Особисте життя
Амра Силайджіч вийшла заміж за сербського бізнесмена Володимира Вичентійовича в 2001 році. 1 листопада 2003 року у пари народилася донька. У 2007 році подружжя розлучилося.
З 2011 року Силайджіч мала цивільний шлюб з боснійським футболістом Едіна Джеко. 31 березня 2014 року вони побралися.
2 лютого 2016 року Амра Силайджіч народила Джеко дівчинку по імені Уна. 9 вересня 2017 року в Римі у пари з'явилася друга дитина, хлопчик по імені Дані.

## Фільмографія
| Рік  | Назва                      | Роль          |
| ---- | -------------------------- | ------------- |
| 2011 | Готичний вбивця            | Скарлетт Дакс |
| 2013 | Я з Країни, країни каштана | молода Айка   |
| 2014 | Дев'ять позицій самотності |               |

| Рік  | Назва                            | Роль        |
| ---- | -------------------------------- | ----------- |
| 2010 | C. S. I.: Місце злочину Нью-Йорк | Сасс Дюмонд |
| 2011 | Красені                          |             |
| 2012 | Не вір с*** з квартири 23        | Світлана    |

| Рік  | Назва                       | Виконавець      |
| ---- | --------------------------- | --------------- |
| 2010 | «Dynamite»                  | Тайо Круз       |
| 2010 | «No Me Digas Que No»        | Енріке Іглесіас |
| 2011 | «Top of the World»          | The Cataracs    |
| 2011 | «Honey Bee»                 | Блейк Шелтон    |
| 2014 | «Jealous (I ain't with It)» | Chromeo         |
| 2014 | «Old 45's»                  | Chromeo         |